# Radio 3 Bodø
Radio 3 Bodø är en norsk radiostation i Bodø. Radion blev ursprungligen startad som Radio Nord, men i slutet av april 1994 döptes den om till Radio1, och 1997 till Radio 3 Bodø.